# سراب بيردوستي (مقاطعة دلفان)
سراب بيردوستي (بالفارسية: سراب پیردوستی) هي قرية تقع في قسم ايتيوند الشمالي الريفي (مقاطعة دلفان) في إيران. يقدر عدد سكانها بـ 226 نسمة بحسب إحصاء 2016.